# Колесников, Александр Сергеевич
Александр Сергеевич Колесников (1945—1997) — председатель Ленинского райисполкома Смоленска, первый заместитель председателя горисполкома Смоленска, депутат Смоленского городского совета, бизнесмен. Жертва получившего известность заказного убийства.

## Биография

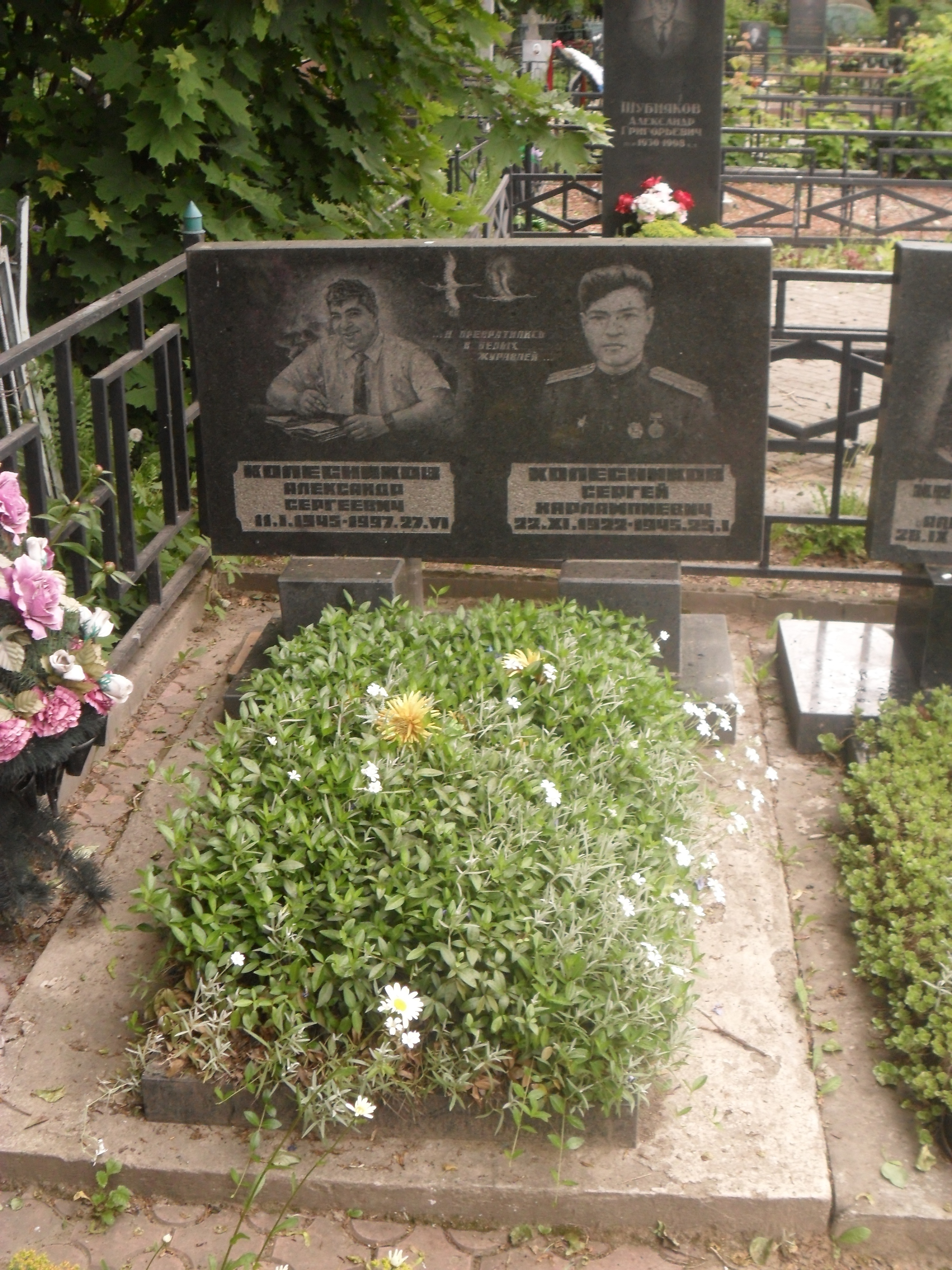
Могила Александра Колесникова на Братском кладбище Смоленска.

Александр Колесников родился 11 января 1945 года в посёлке Починок Смоленской области. В 1968 году он окончил Смоленский филиал Московского энергетического института, после чего в течение трёх лет работал в Миасском научно-исследовательском электромеханическом институте, был инженером, затем заместителем начальника цеха. С 1971 года проживал и работал в Смоленске. Был заместителем начальника цеха Смоленского филиала НИИ радиокомпонентов, старшим инженером отдела главного конструктора Смоленского завода радиодеталей. Позднее перешёл на работу в смоленский филиал треста «Центроспецавтоматика», был в нём прорабом, начальником ПТО монтажно-наладочного управления, главным конструктором проекта, заместителем директора.

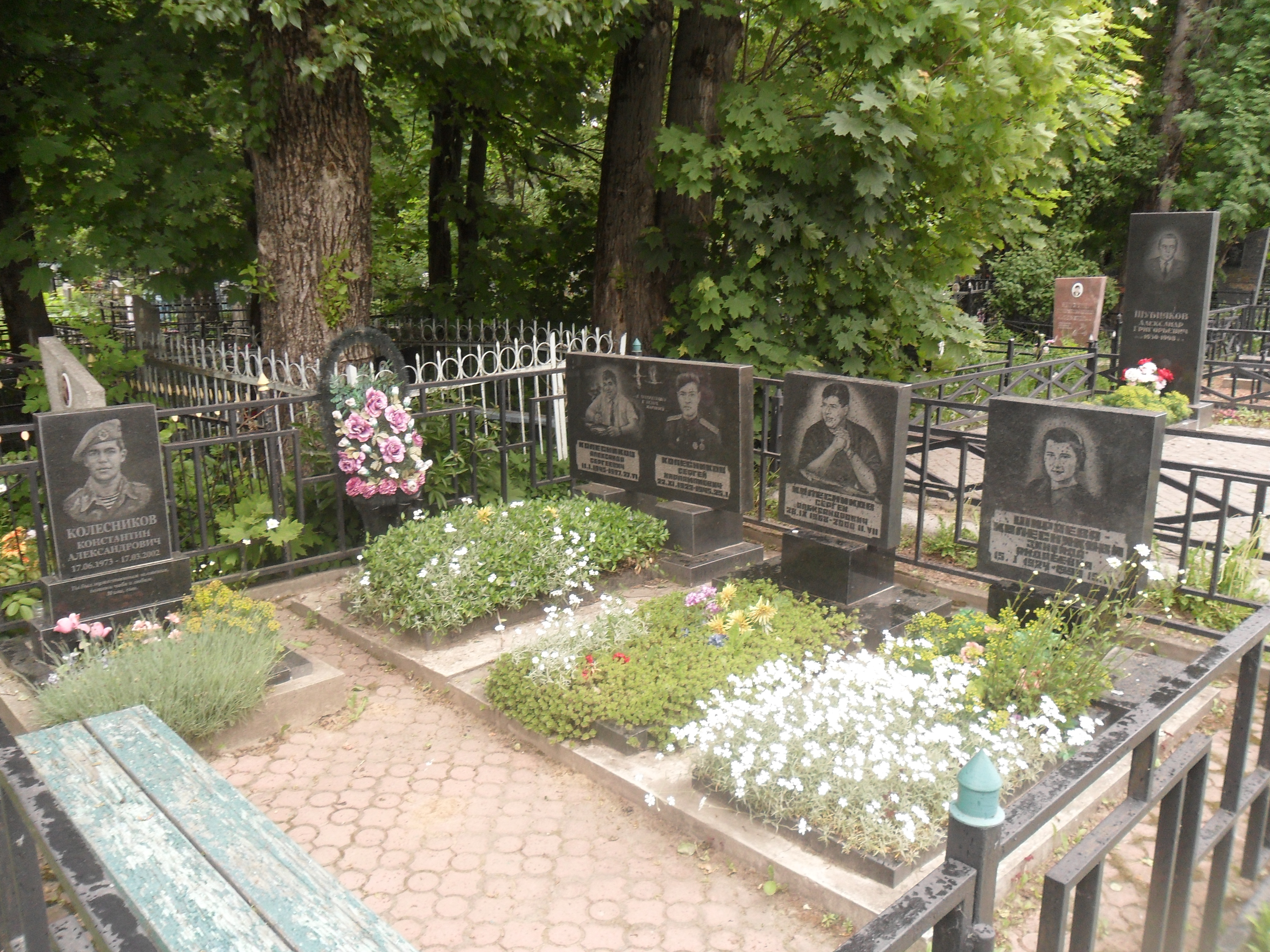
Могилы семьи Колесниковых на Братском кладбище Смоленска.

С 1985 года Колесников находился на различных руководящих постах органов городской власти. Был заместителем председателя Промышленного райисполкома Смоленска, затем председателем Ленинского райисполкома, первым заместителем председателя горисполкома. С конца 1992 года Колесников работал директором ПКЦ ТОО «Интерпроком», позднее — ТОО «Смоленскинтергаз». С 1996 года он занимал должность генерального директора ОАО «Интерстройгазкомплект». 22 декабря 1996 года Колесников был избран депутатом Смоленского городского совета, в котором он возглавил постоянную комиссию по вопросам комплексного развития города и городского хозяйства. Будучи на этой должности, Колесников сумел добиться принятия постановления администрации Смоленска о запрете торговли в ларьках на многих смоленских улицах, что привело к закрытию большого количества ларьков. По некоторым данным, данное постановление было выгодно самому Колесникову, поскольку возглавляемое им предприятие изготавливало павильоны, на которые согласно постановлению предписывалось заменять ларьки.
27 июня 1997 года Колесников был застрелен в подъезде своего дома неизвестным преступником. Убийство так и не было раскрыто. Похоронен на Братском кладбище Смоленска, рядом с ним впоследствии были похоронены его сыновья Сергей и Константин, также ставшие жертвами заказных убийств.